# Alucita ferruginea
Alucita ferruginea là một loài bướm đêm thuộc họ Alucitidae. Loài này có ở Nam Phi.